# ジョブ・シンチェア
ジョブ・シンチェア（Jebb Sinclair、1986年8月4日 - ）は、カナダのラグビー選手。

## プロフィール
- カナダ・レッドディア出身[1]。
- ポジションはロック(LO)、フランカー(FL)。
- 身長 193cm、体重 111kg
- 7人制カナダ代表に選ばれたことがある
- カナダ代表キャップは42（2025年5月現在）でワールドカップ2011・2015のカナダ代表に選ばれた[2][3]。

## 略歴
ロンドン・アイリッシュ、ウェスタン・プロヴィンスを経て、2012年、ストーマーズに加入。 